# Geriatri
Geriatri (græsk: geras (alderdom), iatreia (helbredelse)) er et medicinsk speciale omhandlende læren om sygdomme hos ældre.

## Eksterne link
- Sundhed-EU-portal – Ældre

| Lægevidenskab | Spire Denne artikel om lægevidenskab er en spire som bør udbygges. Du er velkommen til at hjælpe Wikipedia ved at udvide den. |